# Имир (спътник)
Вижте пояснителната страница за други значения на Имир.
Имир или или Сатурн XIX е ретроградна ирегуларна луна на Сатурн. Открит е от Гладмън (на английски: Brett J. Gladman) през 2000 г. и му е дадено условното означение S/2000 S 1. Имир е с диаметър около 18 км и орбитира около Сатурн на средна дистанция 20,810 млн. мили за 1120,809 дни, при инклинация 175° към еклиптиката в ретроградно направление с ексцентрицитет 0.453.
Наречен е на великанът-хримтурс Имир от скандинавската митология – първото същество, от чието тяло впоследствие е създаден света.